# Iso Nurmijärvi
Iso Nurmijärvi är en sjö i Finland. Den ligger i kommunen Jämsä i landskapet Mellersta Finland, i den södra delen av landet, 180 km norr om huvudstaden Helsingfors. Iso Nurmijärvi ligger 83 meter över havet. Arean är 18,6 hektar och strandlinjen är 2,95 kilometer lång. Sjön  ingår i Kymmene älvs huvudavrinningsområde.   Den ligger vid sjön Hanisjärvi. I omgivningarna runt Iso Nurmijärvi växer i huvudsak blandskog.